# 帝國建設者號列車
帝國建設者號列車（英語：Empire Builder）是由美國國鐵營運，運行在美國中西部和西北太平洋地區的長途客運城際列車。列車由芝加哥聯合車站始發，並經由華盛頓州經斯波坎分成兩支，分別前往西北太平洋沿岸兩座大城市華盛頓州西雅圖和俄勒岡州波特蘭。該列車是美鐵客流量最高的長途城際列車，每日開行，年客運量為50萬人次。
列車經由伊利諾伊州、威斯康星州、明尼蘇達州、蒙大拿州、北達科他州、愛達荷州、華盛頓州和俄勒岡州。列車經停維護點有聖保羅、邁諾特、哈佛和斯波坎，其他主要站點有密尔沃基、法戈、懷特菲什及華盛頓州溫哥華。行徑線路為BNSF鐵路横贯大陆铁路北线路段（西雅圖-明尼阿波利斯）、明尼蘇達商業鐵路（明尼阿波利斯-聖保羅）、加拿大太平洋堪萨斯城鐵路（聖保羅-格蘭維爾 ）及芝加哥通勤鐵路（格蘭維爾-芝加哥）。
每日從芝加哥聯合車站及西雅圖景街車站各有一對列車開出。列車時刻表被巧妙的安排，以保證經過落基山和冰川國家公園的時間正好是白天。但由於緯度偏北，在冬季的西向列車上有時會較早天黑。全程需45至46小時，約兩天時間，平均速度為50英里/小時（80公里/小時）。

## 路線
現代美鐵營運的“帝國建設者號”西向列車通常於下午從芝加哥聯合車站發車，並沿北向線路至威斯康星州密爾沃基。離開密爾沃基後，列車將穿越南威斯康星農業區，並在拉克羅斯跨越上密西西比河。隨後列車進入明尼蘇達州並在黑斯廷斯再次跨越密西西比河，在聖保羅中途車站停靠。從聖保羅列車向西行駛，地貌也從森林逐漸變成大草原，人口密度和開發程度也逐漸降低。在夜晚，從車窗外只能看到偶爾有農庄建築的水銀燈的燈光。當列車穿行在北達科他州和東蒙大拿州時，可見到北美大平原的典型景色。在這個區域，列車將在國家冰川公園附近有三個車站短停（東冰川公園站（夏季），勃郎寧站（冬季），埃塞克斯站（招呼站）和西冰川公園站）。蒙大拿州有一個較長時間的停站懷特菲什站（離國家冰川公園亦不遠），在冰川公園附近運行時，從車上可看到山脈的地貌。列車在夜間穿越一系列山區，並經由北愛達荷州進入東華盛頓州。在斯波坎，列車編組將一分為二，最後四節車廂（觀景車廂，兩節座席車，一節臥舖車廂）將沿哥倫比亞河谷南下俄勒岡州，最終抵達波特蘭。剩餘列車將穿過喀斯喀特山脉最終抵達西雅圖。
在夏季月份某些區間，美鐵會在觀景車廂安排志願者對沿途景物進行講解。
2005年8月1日，美鐵對“帝國建設者號”的服務檔次做了提升：第二日下午茶期間將在餐車為持臥鋪票的旅客提供葡萄酒和干酪品嚐，並且還有有獎競猜環節，獲奬者將得到一瓶葡萄酒以示獎勵。“帝國建設者號”是唯一有如此服務的列車。

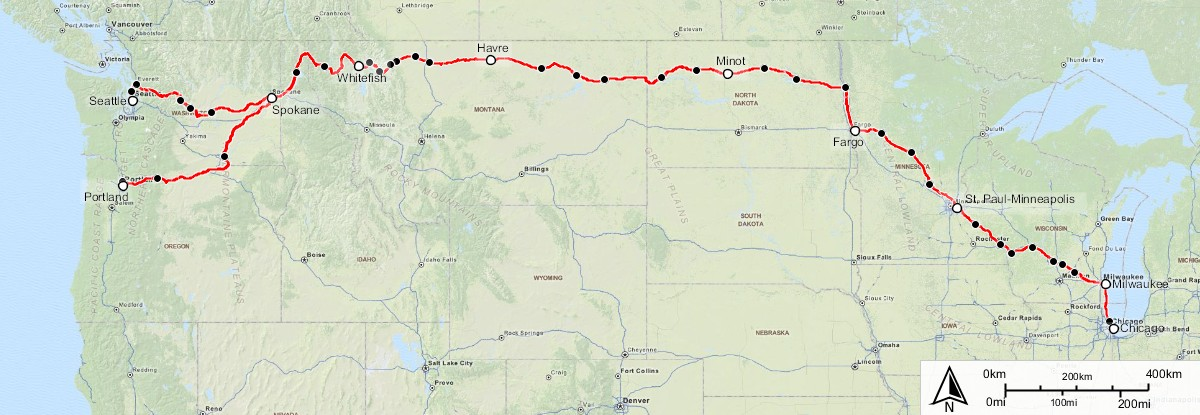
線路地圖

## 歷史
“帝國建設者號”原為大北方鐵路的頭等客運列車，1929年6月11日首次運營並正式取代原東方特快頭等列車。列車命名為紀念公司首任總裁詹姆斯J希爾。希爾曾將數家瀕臨破產的鐵路公司整合成大北方鐵路，並在19世紀後期將其路網延伸到太平洋西岸，因此被公司稱讚為“帝國的建設者”。第二次世界大戰期間，由於軍用運輸的需要，營運線路和時刻表曾幾經變化。戰後，新的流線型柴油機車投入使用。戰後原“帝國建設者號”於1947年2月23日重新開始恢復原路線和時刻表運行，並在1951年全面更新了新式車輛。
“帝國建設者號”的時刻表被巧妙安排以保證乘客觀賞洛基山脈，國家冰川公園和喀斯喀特山脈的景色。國家冰川公園亦是大北方鐵路經過一系列的遊說爾建立的。1950年車輛更新時，編組內增加了三節觀景車廂，以及一節持頭等票乘客專用的“全景車廂”（擁有大型玻璃穹頂）。
在大北方鐵路負責運營期間，“帝國建設者號”曾經發生兩次重大事故：
- 1931年，東向以60英里/小時（97公里/小時）的列車在明尼蘇達州穆爾黑德附近遭遇龍捲風。列車發生脫軌，其中一節約83噸的座席車廂被大風捲起至約80英尺（24米）高，造成1人死亡，57人受傷。[3]
- 1945年，密歇根市火車相撞事故：為應對戰時運輸高峰，兩列“帝國建設者號”相繼開出，結果後車在北達科他州密歇根市撞向了正在停車的前車末端的觀察車，造成34人死亡。[4]

從最初開始，“帝國建設者號”就以單列大編組運行至斯波坎，並在此分解成兩列列車分別前往波特蘭和西雅圖（除了1971至1981年，美鐵曾中止波特蘭線）。1971年以前，芝加哥至聖保羅區間由芝加哥，伯靈頓和昆西鐵路負責運營，列車在沿密西西比河的伯靈頓鐵路主線上行駛至聖保羅，並向西至明尼蘇達州威爾馬後向北至北達科他州法戈。斯波坎至波特蘭區間原由斯波坎，波特蘭和西雅圖鐵路運營。
1971年美鐵接手後，芝加哥至聖保羅區間改經密爾沃基鐵路主線經密爾沃基，此段線路和當時原密爾沃基鐵路海華沙號系列列車相同。
根據2011年1月號的《火車》雜誌，“帝國建設者號”為美鐵2012財年重點關注並改進的五條線路之一（2011財年為日落特快，德州之鷹號，加州和風號，紅衣主教號和首都特快）。

## 客流和營業額
2007財年，“帝國建設者號”共運載了超過50萬人次的旅客，為所有長途線路中客流量最大的線路。2008財年，客流上漲至55.4286萬人次，同比增長9.8%，該年燃油價格也上漲至峰值。2009財年，客流量又有7%的回落至51.5444萬人次，共創造營業額5400萬美元，僅次於阿西樂特快，東北區域號和汽火車。據2007和2008財年統計，其營業額能占運輸成本的65%，其回報率在長途線路中排名第二，僅次於東海岸汽火車。
2011財年，“帝國建設者號”共計運送了47萬人次的乘客，同比2010財年下降12.1%，營業額為5377.3771萬美元，同比下降8.1%，但依舊是美鐵系統內最受歡迎的長途列車。

## 自然災害

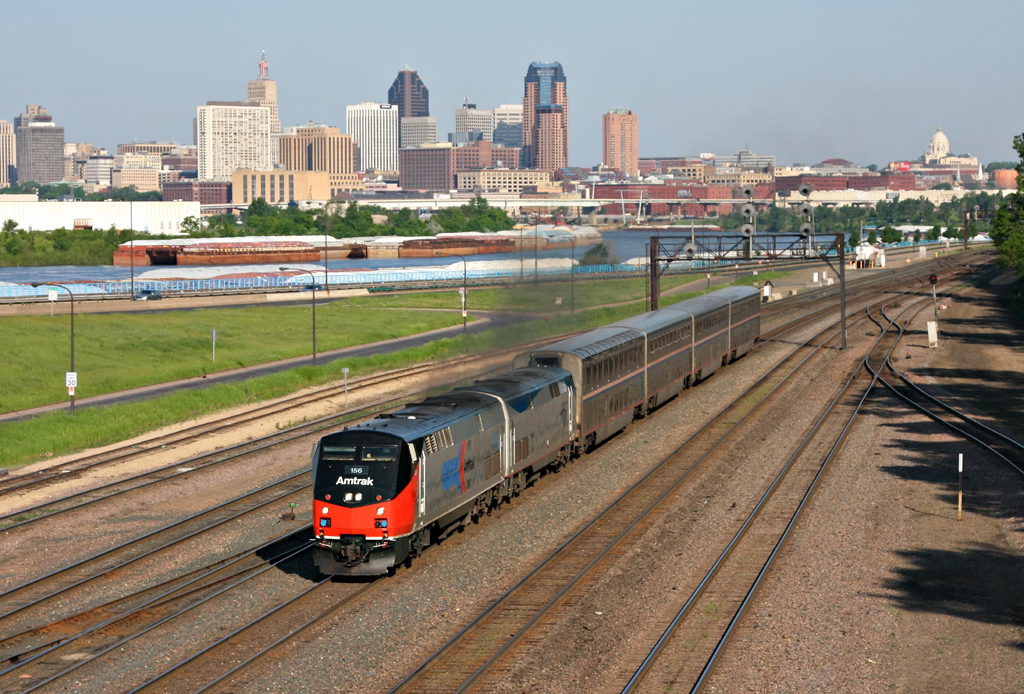
一台美鐵四十週年紀念塗裝的奇異創世紀型機車正牽引受洪水影響中斷運行“帝國建設者號”從聖保羅開出恢復運行

由於“帝國建設者號”運營於美國北方山地地區，因此時常受到密蘇里河，蘇里斯河，紅河和密西西比河洪水影響，並造成列車的停運或臨時改線。目前列車現有線路最大的威脅是北達科他州魔鬼湖。該湖沒有天然的出口，導致湖水上漲。該段線路路軌的海拔高度為1,455.7英尺（443.70米），2011年春季，湖水已達到海拔1,454.3英尺（443.27米），在大風季節路軌上浪嚴重，行車甚至為此中斷。

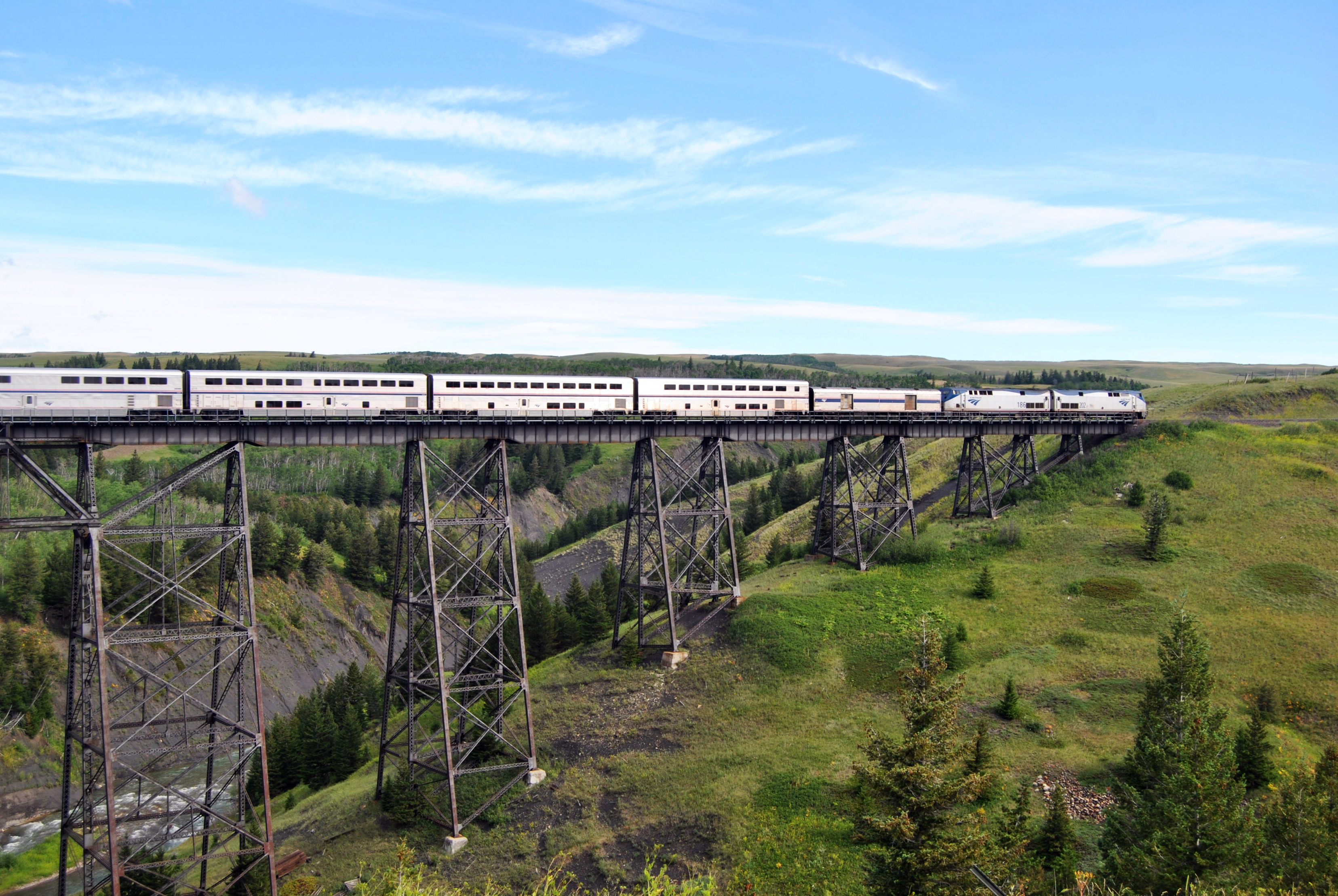
帝國建設者號列車正穿越蒙大拿州東部冰川公園的一座高架橋，攝於2011年

魔鬼湖附近線路為BNSF鐵路所有，其在2009年就由於湖水上漲停止了該線路的貨物列車的運行。其宣稱除非美鐵能提供1億美元的資金，否則BNSF鐵路將不對這段線路改善和整修以支持“帝國建設者號”繼續運營。BNSF鐵路宣稱將一段偏南的線路提供給美鐵列車，不再經由拉格比，魔鬼湖和大福克斯。2011年6月，雙方終於達成協議，BNSF鐵路將整修原線，費用將由BNSF鐵路，美鐵各負擔三分之一，剩下三分之一向聯邦政府和州政府募集。2011年12月，北達科他州政府從運輸部獲得一千萬美元的資金用於維護其境內美鐵線路。這筆資金將用於魔鬼湖線路的整修。施工計劃將最早於2012年夏季展開。計劃完成後，路軌海拔高度將為1,469.1英尺（447.78米），比湖水溢出高度高約11英尺。這將一勞永逸的解決魔鬼湖線路洪水泛濫的問題。
2011年春夏之交，北達科他州米諾特附近的蘇里斯河發生洪災，導致“帝國建設者號”被迫中斷運行。線路分為東西兩段。東段從芝加哥至明尼阿波利斯/聖保羅（通常只掛四節車廂），西段從西雅圖/波特蘭至阿弗爾。此外，原線經過的魔鬼湖和密蘇里河等地亦發生洪災。從6月下旬至7月，列車一直處於兩段行駛狀態，直至7月下旬方才全線恢復運行。

## 曾經停站
「帝國建設者號」亦由於自然災害，線路建設等原因數次改線。
1970年，庫坎努薩湖（Lake Koocanusa）泛濫成災，導致一段60英里長的線路被迫改道，與此同時，“扁頭隧道”正在施工，使得“帝國建設者號”停止蒙大拿州尤利卡站的客運服務。1973年2月15日，蒙大拿州特洛伊站的客運服務亦中止。1979年10月1日，明尼阿波利斯至法戈區間進行更改，改為原北岸海華沙號的線路，明尼蘇達州威爾馬，莫里斯和布來肯里奇站客運服務中止，新增聖克勞德站，斯台普斯和底特律湖三個車站。1981年10月25日，華盛頓州內線路進行調整，列車從原北太平洋鐵路改道經由伯靈頓北方鐵路線路，新線經由喀斯喀特隧道翻閱“七關（Seven Pass）”。線路調整使得亚基马，埃伦斯堡和奧本三個車站的客運業務中止。:163-172 與此同時，波特蘭分支也恢復運行。波特蘭支線從斯波坎出發，沿原斯波坎，波特蘭和西雅圖鐵路路軌南下沿哥倫比亞河至波特蘭。該段支線保留帕斯科站，並且增加了微詩蘭，賓根-懷特薩拉蒙和溫哥華站（三站皆在華盛頓州境內）。從溫哥華開始，列車和海岸星光號和美鐵喀斯喀特號共線並直至終點波特蘭聯合車站。
由於芝加哥近郊格蘭維爾站月台設置有平交道口，較長的列車停站時會阻斷公路交通。因此美鐵考慮將“帝國建設者號”和“海華沙服務號”列車改停靠北面的北格蘭維爾站。該計劃要求北格蘭維爾站對現有站房設施進行擴建，以容納較多的客流。此事尚須和Metra和伊利諾伊州議會協商。在明尼蘇達州，聖保羅聯合車站已經整修完成，美鐵將計劃於2013年將此作為明尼阿波利斯-聖保羅車站使用。這是42年後美鐵列車重回該站。

## 車輛

### 現役車輛
現役“帝國建設者”客車為雙層豪華客車系列。“帝國建設者”為美鐵於1979年首批使用豪華客車的路線。2005年夏季，客車進行了全面整修。2005年時列車的編組為（括號內為目的地）：
- 兩台GE P42 “創世紀”型柴油機車

- 行李車 （西雅圖）
- 車組臥舖車（西雅圖）
- 臥舖車（西雅圖）
- 臥舖車（西雅圖）
- 正餐車（西雅圖）
- 座席車（西雅圖）
- 座席車（西雅圖）
- 觀景/小餐車（波特蘭）
- 座席/行李車（波特蘭）
- 座席車（波特蘭）
- 臥舖車（波特蘭）
- 座席車（芝加哥至聖保羅專用，具有獨立車次號807/808）

在斯波坎，列車分解成兩組，其中一台機車牽引頭六節車廂前往西雅圖，另一台機車牽引剩餘4節前往波特蘭。東向列車亦從西雅圖及波特蘭分別發車，並在斯波坎匯合整編後東行。在高峰期，芝加哥和聖保羅會加掛一節座席車用於兩城市的交通，該車廂具有獨立車次編號807和808，在聖保羅站解編或加掛。該車僅在高峰期時使用。

### 曾用車輛
1929年該車開始運營時，編組為：

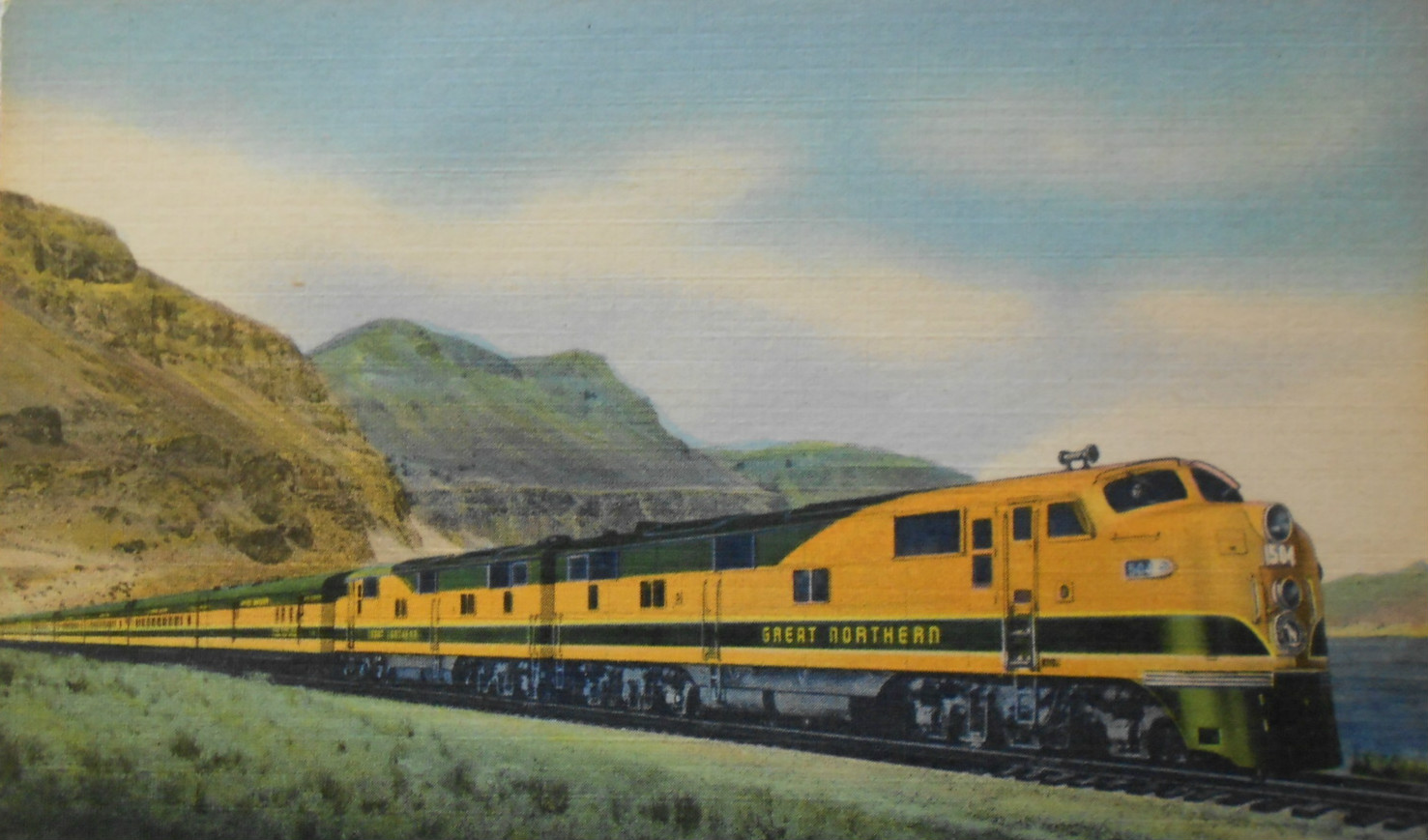
1947年左右南下波特蘭的列車行進在哥倫比亞河谷

- 大北方鐵路S1或S2級4-8-4型蒸汽機車

1. 行李/郵政車 52
2. 臥鋪/座席車 648（僅有的四輪客車）
3. 一等座席車 945
4. 一等座席車 949
5. 臥舖車 4585
6. 臥舖車 4286
7. 臥舖車 4288
8. 正餐車“紐約號”
9. 12排，1休息間臥舖車“頂級號”
10. 6排，6雙人套間臥舖車“亞歷山大·格裏格斯號”
11. 8排，2套間，1休息間臥舖車“亞歷山大·拉姆塞號”
12. 8排，2套間，1休息間臥舖車“謝里丹將軍號”
13. 8排，2套間，1休息間臥舖車“約翰·雅各布·哈斯特號”
14. 觀景/小餐車“詹姆斯·J·希爾號”

1947年列車編組為：
- 兩台重聯EMD E7型柴油機車

1. 行李/郵政車
2. 60座座席車
3. 48座座席車
4. 48座座席車
5. 48座座席車
6. 臥鋪/吧台/小餐車
7. 36座正餐車

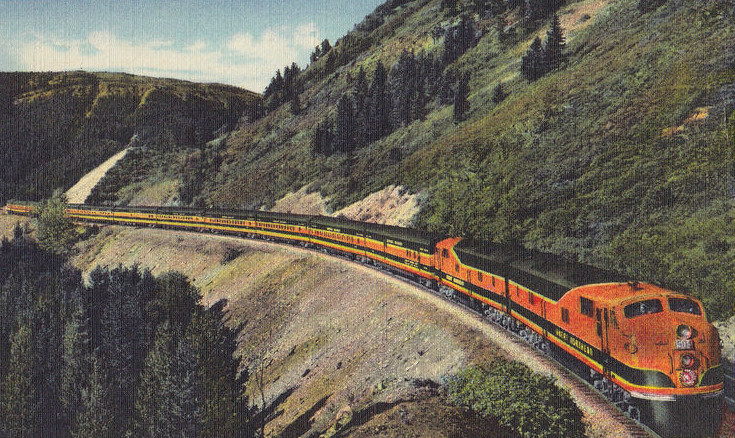
列車正在國家冰川公園邊緣行進，此時尚未裝備玻璃穹頂觀景車廂

8. 4排, 8小間， 4雙人間“山口”系列臥舖車
9. 16小間，4雙人間“冰川”系列臥舖車
10. 16小間，4雙人間“冰川”系列臥舖車
11. 4排, 8小間， 4雙人間“山口”系列臥舖車
12. 2雙人間，1休息間河流系列臥鋪/小餐車/吧台/觀景車

1963年4月，東向列車編組為
- 四台重聯EMD F-7型柴油機車

1. 郵政車 37
2. 行李/郵政車 276
3. 臥舖車 1200
4. 座席車 1212
5. 觀景車（座席）1330
6. 觀景車（座席）1320
7. 吧台/小餐車 1241，“奔鶴湖號”
8. 座席車 1224
9. 座席車 1221
10. 觀景車（座席）1331
11. 臥舖車 1376，“哈特關號”（6小間，5雙人間， 2套間）
12. 臥舖車 1380，“蘇伊埃特關號”（同上）
13. 正餐車 1251，“韋那奇湖號”
14. “超級觀景”/小餐車 1394，“草原景色號” （6輪型客車）
15. 臥舖車 1260，“什凱考密斯河號”（4排，7小間， 3雙人間，1套間）
16. 臥舖車 1374，“帕克溪山口號”（6小間，5雙人間，2小間）
17. 臥鋪/展望/小餐車 1192，“科拉爾深谷號”（6小間， 4雙人件，1套間，展望/餐車）

各車輛通常為大北方鐵路和芝加哥，伯靈頓和昆西鐵路所有，亦有部分車輛屬於斯波坎，波特蘭和西雅圖鐵路。1947年的編組中，一節48座座席車和1節四排臥舖車將南下波特蘭，其餘車輛則前往西雅圖。
大北方鐵路併入伯靈頓北方鐵路後，其座席車廂轉賣給新澤西中央鐵路用於通勤服務，隨後由新澤西公交公司繼續使用至1987年，和E8A型柴油機車同時退役。部分車輛仍存留至今。剩餘一些座席車被聯合太平洋鐵路收購，並被繼續轉賣給新澤西州的通勤鐵路。其中一節28座座席/小餐車展示於78號州際公路新澤西段，該車以美鐵式樣塗裝。

## 相關鏈接
- 美鐵官網“帝國建設者號”介紹 （页面存档备份，存于）
- “帝國建設者號”75週年紀念頁面 （页面存档备份，存于）
- 大北方鐵路時代“帝國建設號”介紹頁面 （页面存档备份，存于）
- 大北方鐵路時代“帝國建設號”車輛圖片資料 （页面存档备份，存于）

## 延伸閱讀
- Wayner, Robert J., ed. (1972), Car Names, Numbers and Consists, Wayner Publications, New York, NY
- Yenne, Bill. . Motorbooks International (MBI). 2005. ISBN 0-7603-1847-6.